# Чан-Ручей
Чан-Ручей  (рос. Чан-Ручей) — селище, підорядковане селищу Відяєво Мурманської області Російської Федерації.
Населення становить 0 осіб. Орган місцевого самоврядування — Відяєвський міський округ.

## Населення
| 2002 | 2010 | 2012 | 2013 | 2014 | 2015 | 2016 |
| ---- | ---- | ---- | ---- | ---- | ---- | ---- |
| 125  | ↘0   | →0   | →0   | →0   | →0   | →0   |
| 2017 | 2018 | 2019 |      |      |      |      |
| →0   | →0   | →0   |      |      |      |      |